# Harrsjön (Sorsele socken, Lappland)
Harrsjön är en sjö i Sorsele kommun i Lappland och ingår i Umeälvens huvudavrinningsområde. Sjön har en area på 0,107 kvadratkilometer och ligger 546 meter över havet. Harrsjön ligger i Vindelfjällen Natura 2000-område. Sjön avvattnas av vattendraget Fårbäcken.

## Delavrinningsområde
Harrsjön ingår i det delavrinningsområde (728018-154068) som SMHI kallar för Mynnar i Fjosoken. Medelhöjden är 643 meter över havet och ytan är 80,65 kvadratkilometer. Det finns inga avrinningsområden uppströms utan avrinningsområdet är högsta punkten. Fårbäcken som avvattnar avrinningsområdet har biflödesordning 3, vilket innebär att vattnet flödar genom totalt 3 vattendrag innan det når havet efter 323 kilometer. Avrinningsområdet består mestadels av skog (71 procent), sankmarker (11 procent) och kalfjäll (17 procent). Avrinningsområdet har 0,36 kvadratkilometer vattenytor vilket ger det en sjöprocent på 0,4 procent.